# Kabelhilfe

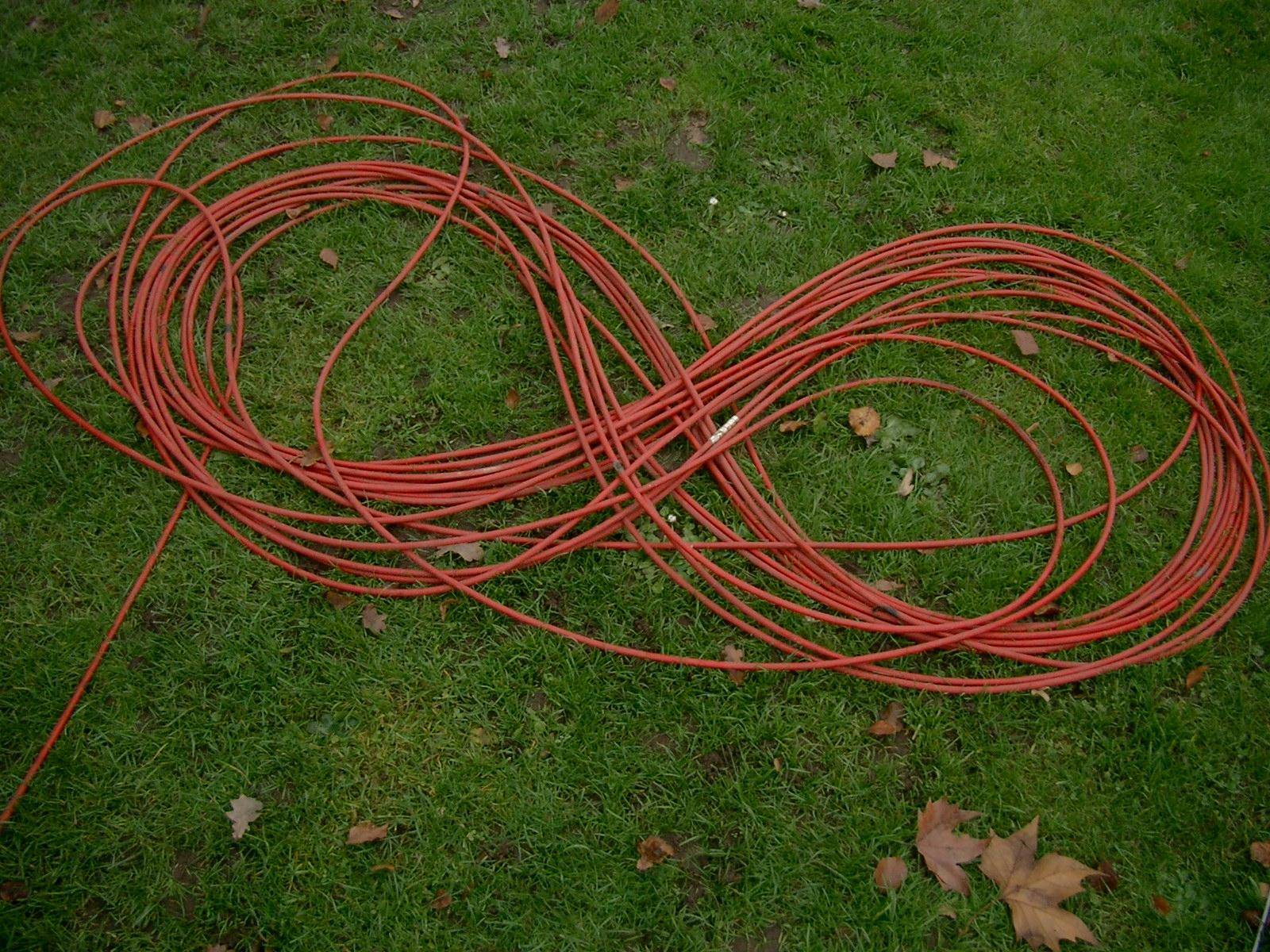
Kabelacht

Eine Kabelhilfe, auch Kabelträger genannt, ist eine bei einem Fernsehsender beschäftigte Person. In der Regel werden Kabelhilfen als studentische Hilfskraft von Fernsehsendern oder Produktionsfirmen angestellt. Ihre Arbeit umfasst in erster Linie das Tragen von Kamerakabeln, damit Kameraleute in TV-Studios uneingeschränkte Bewegungsfreiheit haben und das Kabel keine Geräusche verursacht, wenn es über den Studioboden gezogen wird. Bei Außenübertragungen bauen Kabelhilfen zudem die Fernsehtechnik (insbesondere die Kabel zum Ü-Wagen) an den jeweiligen Spielorten auf. Nicht selten gehört zum Arbeitsfeld der Kabelhilfe auch das Bedienen des Teleprompters für den Moderator oder das Verteilen von Sendeabläufen. Die detaillierten Aufgaben variieren unter den verschiedenen Sendeanstalten.